# Gallaher, Novi Meksiko
Gallaher je naseljeno neuključeno područje u okrugu Curryju u američkoj saveznoj državi Novom Meksiku. 
Ime je prikupio United States Geological Survey između 1976. i 1981. u prvoj fazi prikupljenja zemljopisnih imena, a Informacijski sustav zemljopisnih imena (Geographic Names Information System) ga je unio u popis 13. studenoga 1980. godine.

## Zemljopis
Nalazi se na 34°24′10″N 103°17′49″W / 34.40278°N 103.29694°W

## Vanjske poveznice
- Fotografije istočnog Novog Meksika i Llano Estacada